# Alfred Lion
Alfred Lion, właśc. Alfred Löw (ur. 21 kwietnia 1908 w Berlinie, zm. 2 lutego 1987 w San Diego) – wywodzący się z Niemiec amerykański przedsiębiorca i producent muzyczny pochodzenia żydowskiego, w 1939 roku współzałożyciel wytwórni płytowej Blue Note.
W ciągu kariery wyprodukował około 900 nagrań autorstwa wielu wybitnych jazzmanów, w tym m.in. Arta Blakeya, Clifforda Browna, Kenny’ego Burrella, Donalda Byrda, Dona Cherry’ego, Kenny’ego Clarke’a, Johna Coltrane’a, Milesa Davisa, Erica Dolphy’ego, Lou Donaldsona, Kenny’ego Dorhama, Dextera Gordona, Granta Greena, Joego Hendersona, Andrew Hilla, Freddiego Hubbarda, Bobby’ego Hutchersona, Jackiego McLeana, Hanka Mobleya, Grachana Moncura III, Theloniousa Monka, Lee Morgana, Horace’a Parlana, Buda Powella, Sonny’ego Rollinsa, Wayne’a Shortera, Jimmy’ego Smitha, Cecila Taylora, McCoya Tynera, Tony’ego Williamsa, Larry’ego Younga.
W roku 2005 został pośmiertnie uhonorowany Grammy Trustees Award.